# Теорія суспільного договору

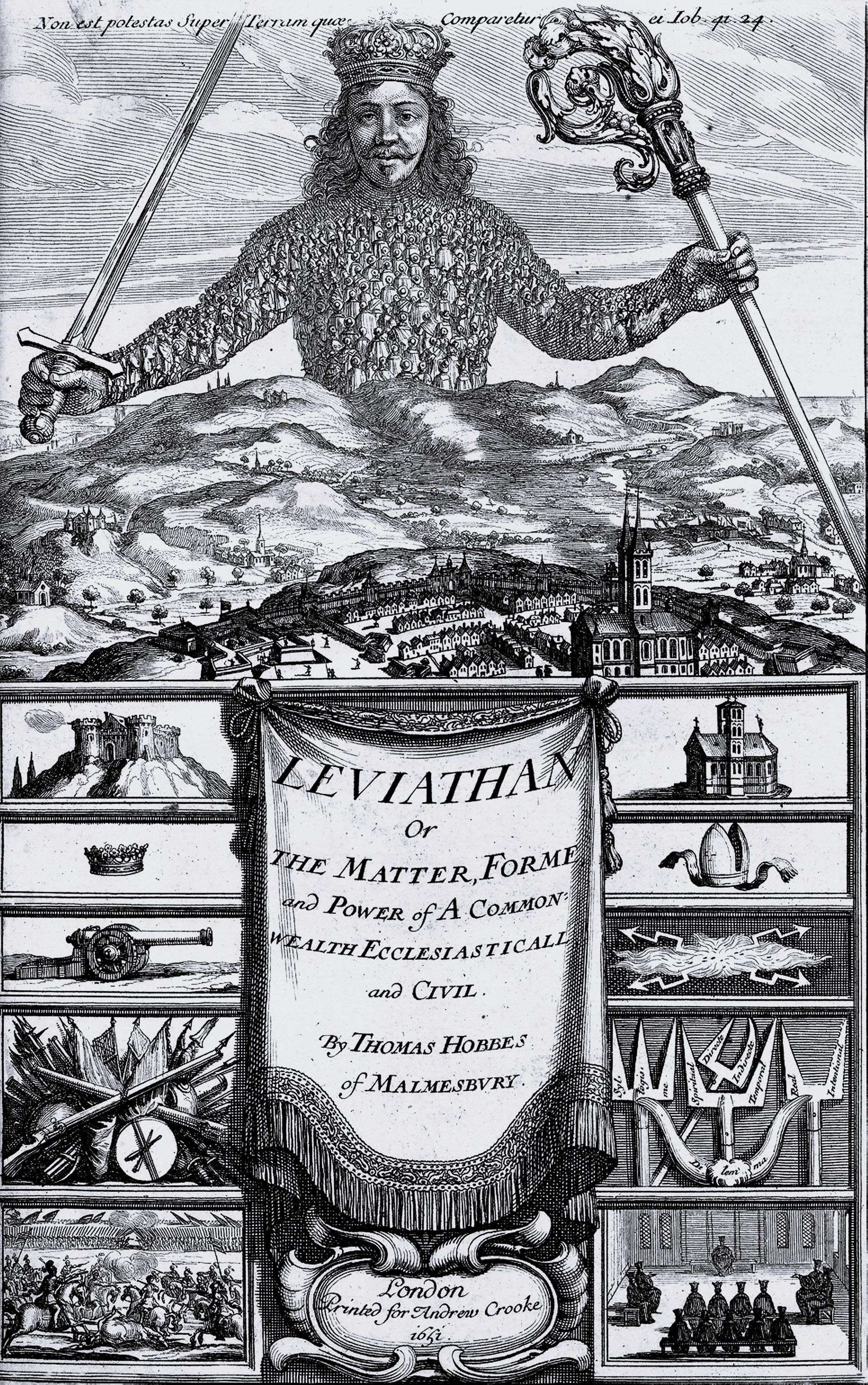
Оригінальна обгортка роботи Левіафан Томаса Гоббса, 1651.

Теорія суспі́льного до́говору або політи́чного до́говору — теорія або модель у політичній філософії, що народилася в епоху Просвітництва і розглядає питання про походження суспільства і легітимності влади держави над особистістю. Соціальні аргументи договору зазвичай передбачають, що люди згоджуються поступитися частиною своїх свобод і підкоритися владі правителя або судді (або приєднаються до рішення більшості), в обмін на захист своїх прав. Теорія розглядає питання про співвідношення між фізичними та юридичними правами. Суспільний договір, створений Жаном-Жаком Руссо був книгою про урядові реформи і про те, як вони повинні бути змінені, щоб задовольнити людей, а не уряд.
Хоча осноположників теорії суспільного договору знаходять в давнину у біблійній ідеї завіту, проте розквіт суспільного договору був в середині 17 до початку 19 століть, коли він перетворився на провідну доктрину політичної легітимності. «Природний стан» (Т. Гоббс) У цьому стані, дії фізичних осіб пов'язані тільки зі своєю особистою владою і совістю. З цієї загальної відправної точки, соціальних теоретиків договір прагне продемонструвати, по-різному, тому розумна людина погодиться добровільно відмовитися від своєї природної свободи, щоб отримати переваги політичного порядку.
Гуго Гроцій (1625), Томас Гоббс (1651), Семюел Пуфендорф (1673), Джон Локк (1689), Жан-Жак Руссо (1762) та Іммануїл Кант (1797) належать до числа найбільш відомих з 17-го і 18-го століття теоретиків суспільного договору і природних прав. Кожен розв'язував проблему політичної влади по-різному. Гроцій стверджував, що окремі людські істоти були наділені природними правами; Гоббс стверджував, що природні права — це згода людей відмовлятися від своїх прав на користь абсолютної влади уряду (чи то монархічної, чи парламентської).
Локк вважав, що природні права є невід'ємними, і що правління Бога заміняє державну владу, Руссо вважав, що демократія була найкращим способом забезпечення загального добробуту при збереженні індивідуальної свободи під владою закону. 
Прихильники теорії суспільного договору приходили до різних висновків щодо бажаного політичного порядку. Гоббс ратував за авторитарну монархію, Локк за ліберальну монархію, а Руссо за ліберальну республіку. Концепція Локка, суспільного договору була викладена в Декларації незалежності Сполучених Штатів. Теорія суспільного договору втратила свою вагу в 19 столітті на користь утилітаризму, гегельянства і марксизму, і була відроджені в 20-му, зокрема, у формі уявного експерименту Джона Роулза.

## Загальне уявлення
В оригінальному дослідженні Томас Гоббс зазначив, що в «природному стані» життя людини було б «самотнім, бідним, огидним, жорстоким і коротким». За відсутності політичного порядку і закону, кожен матиме необмежені природні свободи, в тому числі «право на все» і, отже, свободу грабувати, ґвалтувати і вбивати, з'явилися б нескінченні «війни всіх проти всіх» . Щоб уникнути цього, вільний договір людей один з одним для створення політичної спільноти тобто громадянського суспільства через суспільний договір, в якому вони всі задля посилення безпеки в обмін піддають себе абсолютній суверенній, переважно (для Гоббса) владі монарха.
Хоча укази государя цілком можуть бути довільними і тиранічними, Гоббс бачив абсолютний уряд, як єдину альтернативу анархії. Крім того, Джон Локк і Жан-Жак Руссо, стверджують, що ми отримуємо цивільні права в обмін на взяття зобов'язання поважати і захищати права інших людей, відмовившись від деяких свобод. Центральне твердження соціальних підходів договору є те, що права і політичний порядок не є природними, а існують замість людських творінь. Суспільний договір і політичний порядок створює простий засіб досягнення мети — на користь осіб, причетних — і законних тільки в тій мірі, що виконають свою частину угоди.
Згідно з Гоббсом (в уряді, чия точка зору не є стороною з початковим договором) громадяни не зобов'язані представити в уряд, коли він занадто слабкий, щоб діяти ефективно, придушити фракційність і цивільні заворушення. На думку інших соціальних теоретиків за договором, громадяни мають право вилучити свої зобов'язання, підкорятися або змінити керівництво, шляхом виборів або інших засобів, включаючи, при необхідності, насильство, коли уряд не в змозі забезпечити їх природні права (Локк) або задовольняти інтереси суспільства (так звана «загальна воля» у Руссо, яка більш зацікавлена у формуванні нового уряду, ніж у поваленні старого).

## Історія
Концепція суспільного договору походить від Сократа.

### Класична думка
Склад соціального договору зберігся в багатьох старих записах у світі. У своїх указах буддистський король Ашока, виступав за широкі і далекосяжні соціальні договори. Буддійська Виная також відображає соціальні договори, один такий випадок, коли люди певного міста скаржилися на вирубки дерев Сака, Будда сказав своїм ченцям, що вони повинні зупинитися і поступитися соціальним нормам.
Епікур, здається, мав сильне почуття справедливості і права, які, засновані на взаємній угоді і перевазі, про що свідчать рядки його основної доктрини.
32. Ті тварини, які не в змозі приймати зобов'язуючі угоди один з одним, щоб не завдати шкоди, не мають страждати або справедливості або несправедливості, також і для тих народів, які або не могли чи не хотіли утворювати зобов'язуючих угод, щоб не завдати шкоди, ні страждати.
33. Там ніколи не було такого поняття, як абсолютна справедливість, але тільки домовленості, досягнуті у відносинах між собою серед чоловіків в яких би місцях, в різний час проти надання заподіяння страждань або шкоди.

### Ренесанс подій
Квентін Скіннер стверджував, що кілька важливих інновацій в сучасній теорії договорів знаходяться в працях французьких кальвіністів і гугенотів, роботи яких, у свою чергу викликані письменниками у Нідерландах, які заперечували проти їх підпорядкування Іспанії, а ще пізніше, католиками в Англії. Школу Саламанки можна розглядати як ранню теоретику суспільного договору, теоретизування природного закону у спробі обмежити божественне право королів.
Всі ці групи були на чолі формулювання поняття суверенітет, угоди про соціальний договір: всі ці аргументи почались з прото-«природного стану», про те, що в основі політики є те, що кожен за своєю природою безкоштовно підпорядкувався будь-якому уряду.
Однак ці аргументи засновані на корпоративній теорії, містяться в законодавстві римському, згідно з яким може існувати як окрема юридична особа. Тому ці аргументи постановлюють, що група людей може приєднатися до уряду, оскільки він має можливість здійснювати єдину волю і приймати рішення в один голос.

## Філософи

### Гуго Гроцій
На початку 17 століття, Гроцій (1583–1645) ввів сучасне уявлення про природні права людини. Гроцій постулює, що кожна людина має природні права, які дозволяють самозбереження і використовує цю ідею як основу для морального консенсусу перед обличчям релігійного різноманіття і зростання природознавства. Він прагне знайти основу для суспільства, свого роду природного закону.
Ідея вважалася запальною, оскільки він припустив, що в кінцевому рахунку, влада може повернутися до осіб, якщо політичне суспільство, що вони створили позбавляється мети, для якої воно було спочатку створене, яке повинно зберегти себе. Іншими словами, фізичні особи є суверенними. Гроцій говорить, що люди мають право, як людські істоти, але є розмежування цих прав, тому, що можливо для всіх, щоб прийняти морально, кожен повинен прийняти те, що кожна людина, як фізична особа має право спробувати зберегти себе. Кожна людина повинна уникнути заподіяння шкоди або втручання до іншого. Будь-які порушення цих прав повинні бути покарані.

### Томас Гоббс
Першим сучасним філософом, котрий сформулював детальну теорію договору, був Томас Гоббс (1588–1679). Згідно з Гоббсом, життя людей у природному стані було б «самотнім, бідним, огидним, жорстоким і коротким», стан, в якому особистий інтерес і відсутність прав і договорів завадило б суспільству. Життя було «анархічним» (без керівництва чи концепція суверенітету). Особи у стані природи були аполітичні і асоціальні. Цей стан природи слід розуміти як суспільний договір.
Суспільний договір виникав в моменти під час яких люди зібралися разом і передали деякі зі своїх індивідуальних прав, з тим, щоб інші будуть поступатися їм (наприклад, людина відмовляється від свого права, щоб убити людину, якщо інша людина зробить те ж саме). Це призвело до створення держави, як суверенної освіти осіб тепер під її пануванням, що дозволить створити закони, що регулюють соціальні взаємодії. Життя людини не було вже таким, не було «війни всіх проти всіх».
Але державна система, яка виросла з суспільного договору, була також анархічною (без керівництва) по відношенню один до одного. Подібно до того, як люди у природному стані були государями і, керувалися власними інтересами і відсутністю прав, тому держави в даний час діяли у своїх власних інтересах в конкуренцію одна з одною. Так само, як стан природи, держави були пов'язані таким чином, щоб бути в конфлікті, тому що не було ніякої суверенної (тобто більш потужної), здатної ввести соціально-договірне право. Дійсно, робота Гоббса могла послужити основою для реалізму теорії міжнародних відносин.

### Джон Локк
Джон Локк з концепцією суспільного договору відрізнявся від Гоббса за кількома основними способами, зберігши тільки центральне поняття, що люди в стані природи охоче зібралися разом, щоб створити державу. Локк не вірив, що люди в стані природи будуть пов'язані морально, за законом природи, щоб не нашкодити одине одному в їх житті або володінні, але без уряду, щоб захистити їх від тих, хто прагне поранити або поневолити їх, люди будуть мати безпеку у своїх правах і не будуть жити в страху. Локк стверджував, що люди погодяться створити державу, яка забезпечила б, і діяла для захисту життя, свободи і власності тих, хто жив у ній.
У той час як Гоббс виступав за майже абсолютну владу, Локк стверджував про недоторканість свободи і законності. Локк стверджував, що легітимність уряду походить від делегації громадян до уряду на своє право на самооборону. Таким чином, уряд виступає в ролі неупередженого, об'єктивного агента, а не кожна людина виступає як свій суддя, в стані природи. З цієї точки зору, уряд отримує свої законні повноваження зі згоди керованих.

## Критичні теорії

### Зі згоди керованих
Одним з перших критиків теорії суспільного договору був друг Руссо, філософ Девід Юм, який в 1742 році опублікував есе «Громадянська свобода», в якому друга частина, озаглавлена «Первинним договором», він підкреслив, що концепція з «суспільного договору» була зручною вигадкою:

Юм стверджував, що згода керованих була ідеальною основою, на якій уряд міг би відпочити, але, що насправді не відбулося.
|  | Моя мета тут не нівелювати згоди народу на те, що одна тільки основа державного ладу має місце. Це, безумовно, є найкращим і найсвященнішим з будь-чого. Я тільки стверджую, що він дуже рідко мав місце, ні в якій мірі і ніколи майже в повному обсязі. І тому деякі інші основи державного ладу слід також визнати… |

### Природного права і конституціоналізму
Правознавець Ренді Барнетт стверджував, що, в той час як присутність на території товариства може бути необхідна для згоди, проте це не є згодою на будь-які правила суспільства. Другою ж умовою згоди в тому, що правила у відповідність з основоположними принципами справедливості і захисту природних і соціальних прав є процедурою для ефективного захисту цих прав (або волі).
Це також обговорював О. А. Браунсон, який стверджував, що, в деякому сенсі, три «конституції» беруть в цьому участь: перша «Конституція природи», яка включає в себе все те, що засновники називають «природний закон», по-друге «Конституція суспільства», неписані закони, які зазвичай розуміються як набір правил для суспільства утворений суспільним договором, перш ніж він встановлює уряд, і яку не встановлює третій, «Конституція уряду». Для згоди, необхідною умовою є, щоб Правила Конституції були в цьому сенсі.

### Мовчазна згода
Теорія неявного соціального договору вважає, що, залишаючись на території, контрольованій деякими суспільства, яке зазвичай має уряд, люди дають згоду приєднатися до цього суспільству і брати участь в роботі його уряду, якщо такий є. Ця згода є тим, що надає легітимність цьому уряду.
Тим не менше, інші автори стверджують, що згода на участь в суспільстві не є обов'язковою згодою на свій уряд. Для цього уряд повинен бути згідно з Конституцією, яка узгоджується з переважаючими неписаними конституціями природи і суспільства.

### Волюнтаризм
Згідно із заповітом теорія договору, в якій угода не передбачається дійсною, якщо всі сторони не погодяться на це добровільно, або мовчазно або явно, без примусу. Лісандр Спунер, адвокат 19-го століття був переконаним прихильником Права укладення Договору між окремими особами, у своєму есе, він стверджує, що передбачуваний суспільний договір не може бути використаний, щоб виправдати дії уряду, такі як оподаткування, так як уряд буде застосовувати силу проти тих, хто не хоче укладати такі договори. В результаті, він стверджує, що така угода не є добровільною і, отже, не може вважатися законним договором взагалі.
Сучасне англо-американське право, як і європейські цивільні права, засноване на волі з предмету договору, відповідно до якого всі умови договору є обов'язковими для сторін, тому що вони вибрали ці обов'язки самі для себе. Це було менш вірно, як писав Гоббс у праці «Левіафан», а потім, більше уваги було приділено розгляду, тобто взаємному обміну вигоди необхідної для формування чинного договору, і більшість договорів були неявні умови, які виникли з природи договірних відносин, а не від вибору, зробленого сторонами.
Відповідно, було висловлено думку, що теорії суспільного договору більшою мірою відповідає право укладання договору за часів Гоббса і Локка, ніж з договірним правом нашого часу, і що у його соціальному договорі, який здається аномальним для нас, такий як віра, що ми зв'язані договорами, сформульованими нашими далекими предками, це не здалося б дивним для сучасників Гоббса.

## Суспільний договір в Україні
Стратегія сталого розвитку «Україна – 2020» визначає, що головною передумовою її реалізації є суспільний договір між владою, бізнесом та громадянським суспільством, де кожна сторона має свою зону відповідальності.
- Відповідальність влади – провести реформи, забезпечити баланс інтересів між громадянським суспільством, державою і бізнесом, просто прозоро та якісно працювати за новими підходами, гарантувати дотримання прав людини.
- Відповідальність бізнесу – підтримувати та розвивати державу, бізнес-середовище та громадянське суспільство, сумлінно сплачувати податки, здійснювати ефективні інвестування в економіку держави, дотримуватися принципів чесної праці та конкуренції.
- Відповідальність громадянського суспільства – контролювати владу, жити відповідно до принципів гідності та неухильно додержуватися Конституції України та законів України.[1]